# Isabelle Carré
Isabelle Carré (Parigi, 28 maggio 1971) è un'attrice francese.

## Biografia
Inizia la propria carriera cinematografica nei primi anni novanta. Il suo primo ruolo importante è nel film Beau fixe (1992), che le vale la candidatura ai Premi César 1993 come migliore promessa femminile. È candidata nuovamente tre anni dopo per L'ussaro sul tetto (Le Hussard sur le toit) e una terza volta nel 1998 per l'autentico tour de force in La donna proibita (La femme défendue), in cui l'attrice è ininterrottamente in scena per l'intera durata del film. Questa straordinaria performance viene riconosciuta con il Premio Romy Schneider, destinato alle attrici emergenti francesi.
Nel 2003 giunge alla grande affermazione con il ruolo di una donna affetta da malattia di Alzheimer nel film Ricordo di belle cose (Se souvenir des belles choses), diretto da Zabou Breitman, che le fa conquistare il Premio César e il Premio Lumière.
Successive prove di rilievo, che fruttano nuove candidature ai César, sono quelle in I sentimenti (Les sentiments) (2003), Entre ses mains (2005) e Anna M. (2007).

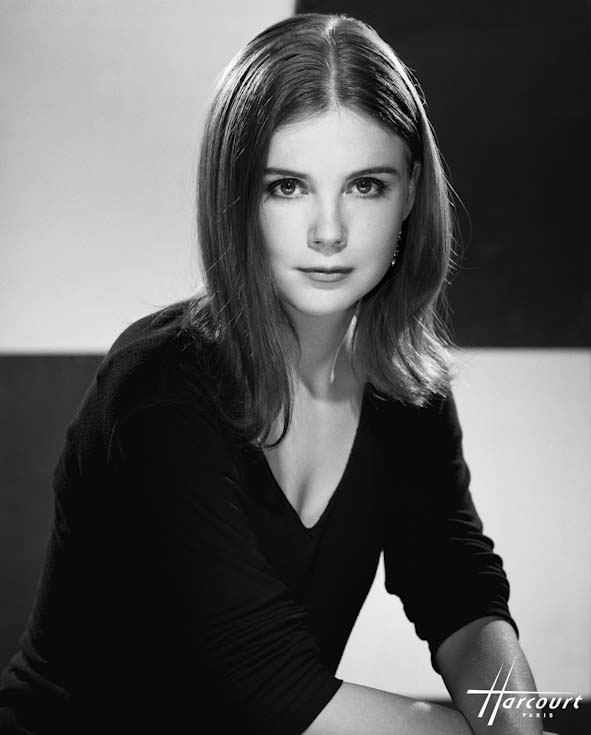
Isabelle Carré nel 1998

## Filmografia

### Cinema
- Romuald & Juliette (Romuald et Juliette), regia di Coline Serreau (1989)
- La Reine blanche, regia di Jean-Loup Hubert (1991)
- Beau fixe, regia di Christian Vincent (1992)
- L'ussaro sul tetto (Le Hussard sur le toit), regia di Jean-Paul Rappeneau (1995)
- L'insolente (Beaumarchais l'insolent), regia di Édouard Molinaro (1996)
- Les soeurs Soleil, regia di Jeannot Szwarc (1997)
- La donna proibita (La femme défendue), regia di Philippe Harel (1997)
- Sentimental Education, regia di C. S. Leigh (1998)
- La mort du chinois, regia di Jean-Louis Benoît (1998)
- I ragazzi del Marais (Les enfants du Marais), regia di Jean Becker (1999)
- Superlove, regia di Jean-Claude Janer (1999)
- I figli del secolo (Les enfants du siècle), regia di Diane Kurys (1999)
- Pranzo di Natale (La bûche), regia di Danièle Thompson (1999)
- L'Envol, regia di Steve Suissa (2000)
- Domani andrà meglio (Ça ira mieux demain), regia di Jeanne Labrune (2000)
- Mercredi, folle journée!, regia di Pascal Thomas (2001)
- Bella ciao, regia di Stéphane Giusti (2001)
- Ricordo di belle cose (Se souvenir des belles choses), regia di Zabou Breitman (2001)
- M'ama non m'ama (À la folie... pas du tout), regia di Laetitia Colombani (2002)
- La légende de Parva, regia di Jean Cubaud (2003) - voce
- I sentimenti (Les sentiments), regia di Noémie Lvovsky (2003)
- Je suis votre homme, regia di Danièle Dubroux (2004)
- La piccola Lola (Holy Lola), regia di Bertrand Tavernier (2004)
- L'avion, regia di Cédric Kahn (2005)
- Entre ses mains, regia di Anne Fontaine (2005)
- Hotel a cinque stelle (Quatre étoiles), regia di Christian Vincent (2006)
- Cuori (Coeurs), regia di Alain Resnais (2006)
- Anna M., regia di Michel Spinosa (2007)
- La volpe e la bambina (Le Renard et l'enfant), regia di Luc Jacquet (2007)
- Les bureaux de Dieu, regia di Claire Simon (2008)
- Cliente, regia di Josiane Balasko (2008)
- Musée haut, musée bas, regia di Jean-Michel Ribes (2008)
- Troppo amici (Tellement proches), regia di Olivier Nakache e Éric Toledano (2009)
- Il rifugio (Le refuge), regia di François Ozon (2009)
- Rendez-vous avec un ange, regia di Sophie de Daruvar e Yves Thomas (2010)
- Emotivi anonimi (Les Emotifs anonymes), regia di Jean-Pierre Améris (2010)
- Des vents contraires, regia di Jalil Lespert (2011)
- Ciliegine (La cerise sur le gâteau), regia di Laura Morante (2012)
- Du vent dans mes mollets, regia di Carine Tardieu (2012)
- Cherchez Hortense, regia di Pascal Bonitzer (2012)
- Le jour des corneilles, regia di Jean-Christophe Dessaint (2012) - voce
- Cheba Louisa, regia di Françoise Charpiat (2013)
- I Puffi 2 (The Smurfs 2), regia di Raja Gosnell (2013) - voce
- Du goudron et des plumes, regia di Pascal Rabaté (2014)
- Marie Heurtin, regia di Jean-Pierre Améris (2014)
- Respire, regia di Mélanie Laurent (2014)
- Ange e Gabrielle - Amore a sorpresa (Ange et Gabrielle), regia di Anne Giafferi (2015)
- Vingt et une nuits avec Pattie, regia di Arnaud e Jean-Marie Larrieu (2015)
- Un marito a metà (Garde alternée), regia di Alexandra Leclère (2017)
- De Gaulle, regia di Gabriel Le Bomin (2020)
- Délicieux - L'amore è servito (Délicieux), regia di Éric Besnard (2021)
- La Guerre des Lulus, regia di Yann Samuell (2023)

### Televisione
- Le blé en herbe, regia di Serge Meynard (1990)
- La Maison vide, regia di Denys Granier-Deferre (1991)
- La musique de l'amour: Robert et Clara, regia di Jacques Cortal (1995)
- Belle Époque, regia di Gavin Millar (1995) (miniserie)
- Tout ce qui brille, regia di Lou Jeunet (1996)
- Viens jouer dans la cour des grands, regia di Caroline Huppert (1997)
- Le cocu magnifique, regia di Pierre Boutron (1999)
- Maman est folle, regia di Jean-Pierre Améris (2007)

## Doppiatrici italiane
- Selvaggia Quattrini in La piccola Lola, Emotivi anonimi, I sentimenti
- Francesca Fiorentini in Hotel cinque stelle, Cuori
- Federica De Bortoli in I figli del secolo
- Ambra Angiolini in La volpe e la bambina
- Eleonora De Angelis in I ragazzi del Marais, Ciliegine, Un Marito a metà
- Giò-Giò Rapattoni in Troppo amici, Ange e Gabrielle -  Amore a sorpresa
- Monica Bertolotti in Il rifugio, Marie Heurtin - Dal buio alla luce

Da doppiatrice è sostituita da: 
- Letizia Scifoni in Parva e il principe Shiva

## Teatro
- Une nuit de Casanova di Eduardo De Filippo, regia di Françoise Petit. Théâtre Marigny di Parigi (1990)
- Il giardino dei ciliegi di Anton Čechov, regia di Jacques Rosny. Théâtre de la Madeleine di Parigi (1990)
- La scuola delle mogli di Molière, regia di Jean-Luc Boutté. Théâtre des Célestins di Lione, Théâtre national di Nizza, Théâtre Hébertot di Parigi (1992)
- On ne badine pas avec l'amour di Alfred de Musset, regia di Jean-Pierre Vincent. Théâtre Nanterre-Amandiers di Nanterre (1993)
- Il ne faut jurer de rien di Alfred de Musset, regia di Jean-Pierre Vincent. Théâtre Nanterre-Amandiers di Nanterre (1993)
- Le mal court di Jacques Audiberti, regia di Pierre Franck. Théâtre de l'Atelier di Parigi (1993)
- Dostoievsky va à la plage di Marc Antonio de la Parra, regia di Frank Hoffmann. Théâtre national de la Colline di Parigi (1995)
- Le Père humilié di Paul Claudel, regia di Marcel Maréchal. Théâtre du Rond-Point di Parigi (1995)
- Arloc di Serge Kribus, regia di Jorge Lavelli. Théâtre national de la Colline di Parigi (1995)
- Slaves di Tony Kushner, regia di Jorge Lavelli. Théâtre national de la Colline di Parigi (1996)
- La signorina Else di Arthur Schnitzler, regia di Didier Long. Théâtre de Paris (1999)
- Résonnances di Katherine Burger, regia di Irina Brook. Théâtre de l'Atelier di Parigi (2000)
- Otello di William Shakespeare, regia di Dominique Pitoiset. Théâtre national de Bretagne di Rennes, Théâtre La Criée di Marsiglia, Théâtre national de Chaillot di Parigi (2001)
- Leonce e Lena di Georg Büchner, regia di André Engel. Teatro dell'Odeon di Parigi (2001)
- Hugo a deux voix, regia di Nicole Aubry. Théâtre de l'Atelier di Parigi (2002)
- La nuit chante di Jon Fosse, regia di Frédéric Bélier-Garcia. Théâtre du Rond-Point di Parigi (2003)
- L'Hiver sous la table di Roland Topor, regia di Zabou Breitman. Théâtre de l'Atelier (2004), Théâtre national di Nizza (2005)
- Blanc di Emmanuelle Marie, regia di Zabou Breitman. Théâtre de la Madeleine di Parigi (2006)
- La Soupe de Kafka di Mark Crick, regia di Brice Cauvin. Théâtre de l'Atelier di Parigi (2007)
- Un garçon impossible di Petter S. Rosenlund, regia di Jean-Michel Ribes. Théâtre du Rond-Point di Parigi (2009)
- Une femme à Berlin, regia di Tatiana Vialle. Théâtre du Rond-Point di Parigi (2010)

## Riconoscimenti

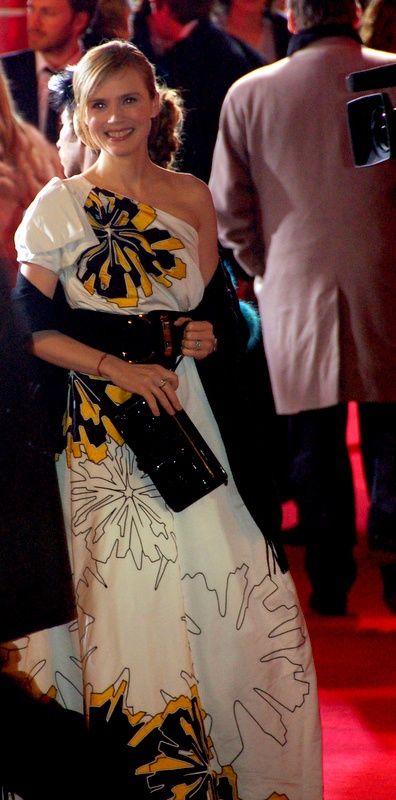
Isabelle Carré alla cerimonia di premiazione dei Premi César 2008

### Cinema
- Premi César
  - vincitrice:
    - 2003: miglior attrice – Ricordo di belle cose (Se souvenir des belles choses)

  - candidata:
    - 1993: migliore promessa femminile – Beau fixe
    - 1996: migliore promessa femminile – L'ussaro sul tetto (Le Hussard sur le toit)
    - 1998: migliore promessa femminile – La donna proibita (La femme défendue)
    - 2004: miglior attrice – I sentimenti (Les sentiments)
    - 2006: miglior attrice – Entre ses mains
    - 2008: miglior attrice – Anna M.
- Premi Lumière
  - vincitrice:
    - 2003: miglior attrice – Ricordo di belle cose (Se souvenir des belles choses)

  - candidata:
    - 2011: miglior attrice – Les Émotifs anonymes
- Premio Romy Schneider 1998

### Teatro
- Premi Molière
  - vincitrice:
    - 1999: miglior attrice – La signorina Else
    - 2004: miglior attrice – L'Hiver sous la table
- Prix Gérard Philipe 1997